# Bombardier Transportation Italy
Bombardier Transportation Italy è stata un'azienda del settore elettro-meccanico che faceva parte del gruppo Bombardier ed operante nella progettazione e costruzione di treni, tram, rotabili ferroviari, impianti di segnalamento e sicurezza.
La Bombardier Transportation è stata acquistata nel gennaio 2021 dalla Alstom.

## Storia
L'azienda nasce il 1º maggio 2001 a seguito di una serie di trasformazioni societarie che hanno portato il Tecnomasio Italiano Brown Boveri nel 1988 a divenire ABB Tecnomasio (insieme all'Asea Brown Boveri), nel 1996 alla trasformazione in ABB-Daimler Benz Transportation-Adtranz Italy, nel 1999 in Daimler-Chrysler Rail Systems (Italia) S.p.A. ed infine alla sua confluenza per acquisizione nel gruppo Bombardier con la nascita di Bombardier Transportation Italy.

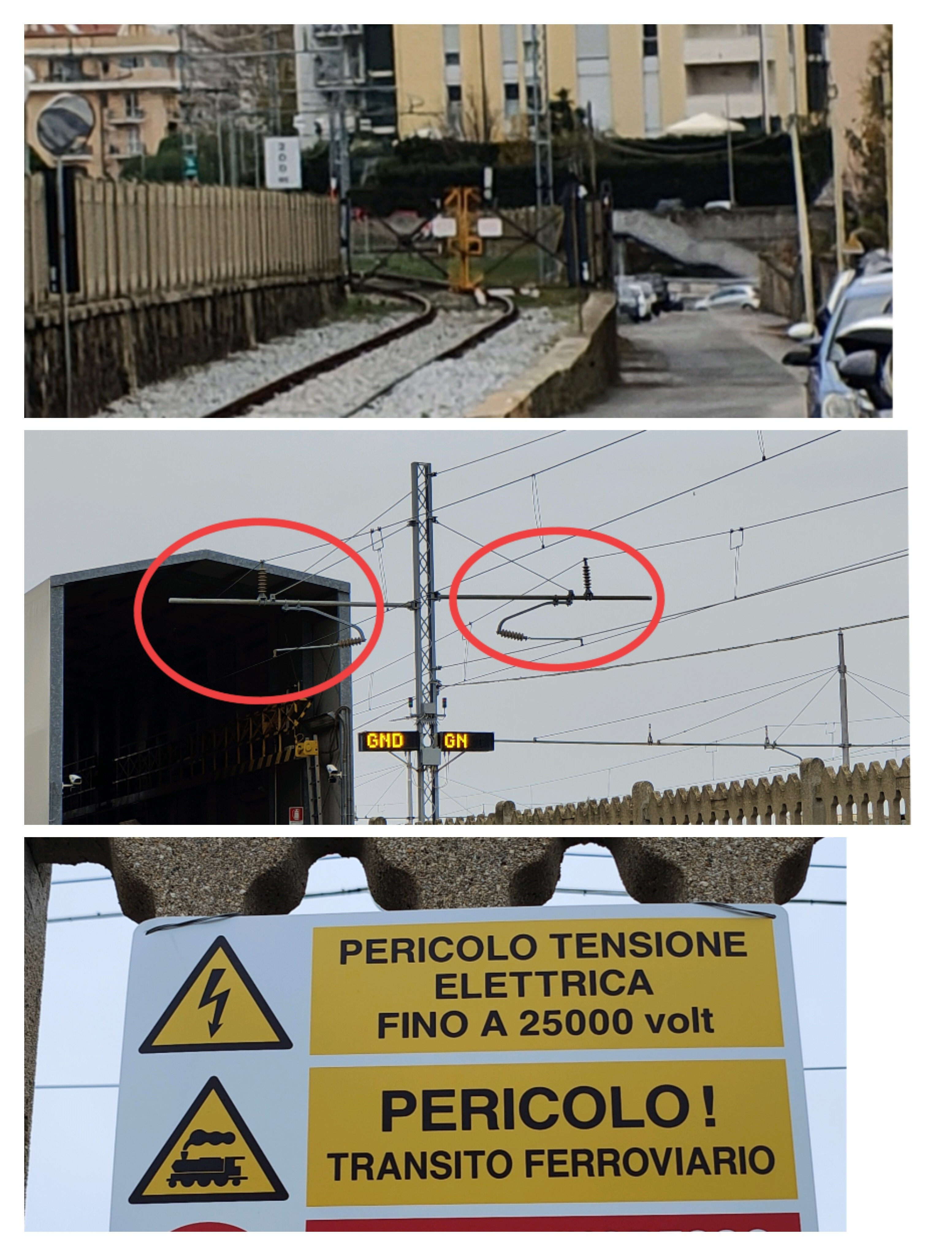
Sopra: il cancello che immette dallo stabilimento alla rete ferroviaria, centro: la linea per le prove con isolatori più grandi alimentata a 25kV (GND, ground terra e GN grid rete, linea disattivata o in tensione), sotto: cartello anti-infortunistico

Il Tecnomasio Italiano era stato fondato nel 1871 a Milano con lo scopo di produrre strumenti di precisione ed in seguito motori elettrici e generatori di corrente. Nel 1903, acquisito dall'azienda svizzera Brown Boveri, era divenuto Tecnomasio Italiano Brown Boveri ampliando ulteriormente la produzione anche nel settore ferroviario e tranviario nelle Officine di Vado Ligure con l'innovativa locomotiva elettrica trifase E.550, soprannominata il mulo dei Giovi e la costruzione di locomotive elettriche destinate principalmente alle Ferrovie dello Stato.

## Rotabili prodotti
Fra le più importanti realizzazioni sono da ricordare le locomotive elettroniche ad azionamento trifase:
- Locomotiva FS E.412;
- Locomotiva FS E.464 per trasporto regionale e interregionale (ordine complessivo 788 unità per Trenitalia + altre per aziende regionali);
- Locomotiva TRAXX, progettata per servizio su tutte le infrastrutture europee; versione in corrente continua per l'Italia.

Bombardier Transportation costruisce anche:
- metropolitane
- monorotaia
- Tram

In particolare l'azienda ha ricevuto il prestigioso premio Compasso d'oro ADI per il Tram milanese ATM serie 7000, realizzato in collaborazione con Zagato.
Inoltre, sistemi di sicurezza e segnalamento:
- apparati centrali con elaboratori;
- sistemi automatici di protezione e gestione treni;
- sistemi radio;
- sistemi di terra e di bordo;
- blocco automatico.